# Agnès Fouquet
Agnès Fouquet, coniugata Ferry (Parigi, 15 maggio 1952), è un'ex cestista francese.

## Carriera
Con la Francia ha disputato i Campionati europei del 1974.